# Galilei-transzformáció
A Galilei-transzformáció kapcsolatot létesít két inerciarendszer között, melyek X tengelyei egybeesnek, Y és Z tengelyeik párhuzamosak és egymáshoz képest egyenes vonalú egyenletes mozgást végeznek. A kölcsönös mozgás az X tengely mentén v sebességgel történik. A transzformációval kiszámíthatjuk egy K rendszerben lévő esemény idejét és helyét egy K’ rendszerben is. Tehát ha adva van az x, y, z, t, akkor a Galilei-transzformáció segítségével meghatározhatjuk x’, y’, z’, t’ értékeit is. 
Akkor szoktuk használni, ha a fény terjedésének sebességét nem vesszük figyelembe. E transzformációt leginkább a klasszikus mechanikában látni, ahol az idő és a hosszúságok abszolút jellegeit vesszük figyelembe.
A Galilei-transzformációt a Lorentz-transzformációból úgy vezethetjük le, hogy a c -t (azaz a fény sebességét) végtelennek vesszük.

## A Galilei-transzformáció egyenletei

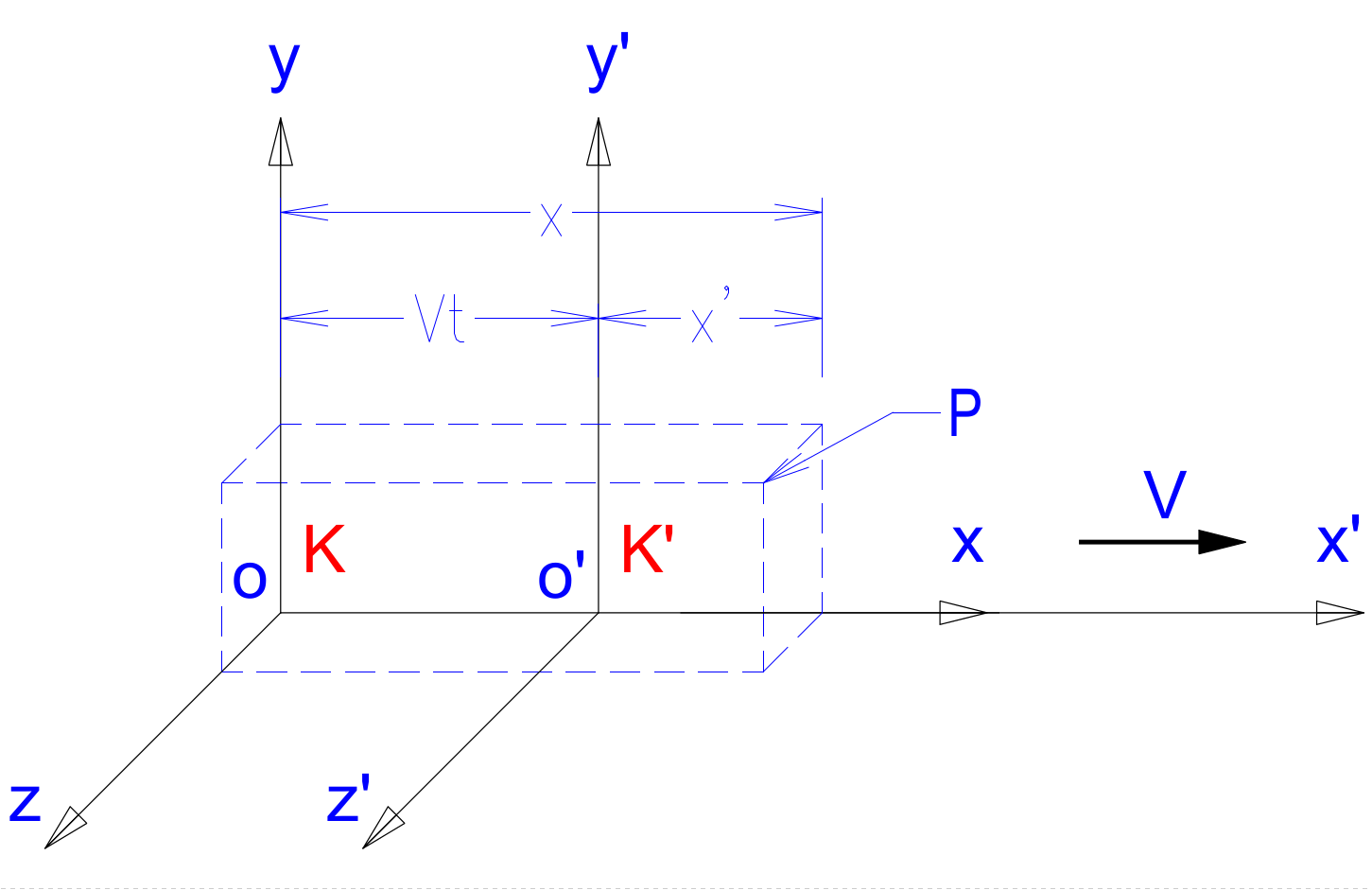
A K és a K' koordináta-rendszer. A K' a K x-tengelye mentén +v sebességgel mozog. A koordináta-rendszerek a t=t'=0 időpontban egybeestek: közös volt az origójuk. Későbbi t időpontban az O és az O' origók vt távolságra vannak egymástól akkor, amikor a P esemény bekövetkezett.

A klasszikus szemlélet szerint feltételezzük, hogy a térbeli távolságok és az időintervallumok mérése minden inerciarendszerben azonos eredményre vezet. Valójában ezen a feltevésen alapul a newtoni mechanika. Ez a "józan ésszel" összhangban van.
A newtoni mechanika minden inerciarendszerben kielégítő mértékben érvényes (ezt bárki, aki utazott már simán mozgó repülőgépen, tanúsíthatja is). Másképpen fogalmazva, nincs mechanikai hatás, amellyel a K-ban, ill. K’-ben lévő megfigyelők el tudnák dönteni, hogy melyik vonatkoztatási rendszer van “igazán nyugalomban” és melyik “mozog igazán”. Ezt a tényt fogalmazza meg Galilei relativitási elve: Newton mechanikájának törvényei minden inerciarendszerben ugyanolyanok.
Ha ezek a feltevések igazak, akkor hogyan lehet egy eseménynek a K rendszerben és a K' rendszerben mért adatai között kapcsolatot teremteni? Egy P eseményre, egyszerű geometriai megfontolások alapján meg lehet határozni a két adategyüttes közti kapcsolatot. Ezeket a kapcsolatokat Galilei-transzformációnak nevezzük.
{\displaystyle x=x'+Vt'} {\displaystyle x'=x-Vt\,}
{\displaystyle y=y'\,} {\displaystyle y'=y\,}
{\displaystyle z=z'} {\displaystyle z'=z\,}
{\displaystyle t=t'\,} {\displaystyle t'=t\,}
A transzformációs képleteknek körülbelül olyan szerepük van, mint egy idegen nyelv szótárának. A transzformációk fordítják le az (P) eseménynek az egyik rendszerben (K') megmért adatait (x',y',z',t') ugyanazon eseménynek a másik rendszerben (K) megmért (x,y,z,t) adataira.
Könnyen észrevehetjük, hogy a bal oldali képletsorban vesszős mennyiségek csak az egyenlőségjel jobb oldalán, a jobb oldali képletsorban pedig csak az egyenlőségjel bal oldalán szerepelnek. Ezek a transzformációs képletek sokat tartalmaznak az időről és térről alkotott alapfeltevéseinkből. Példának okáért az a tény, hogy a t=t' egyenlőséget felírjuk, azt vonja maga után, hogy minden inerciarendszerben univerzális időskála van érvényben. Hasonlóan a képletekből arra is következtethetünk, hogy a tér, amelyben az események végbemennek, ugyanaz mindkét vonatkoztatási rendszer számára. Az x-koordináták képletében megjelenő eltérés egyértelműen mutatja, hogy ennek eredete a vonatkoztatási rendszerek viszonylagos mozgásában van, tehát nem következik belőle az, hogy maga a tér lenne különböző a két inerciarendszer számára.
Ezek a klasszikus elgondolások a térről és az időről szorosan összefüggenek és olyannyira a tapasztalatokon alapulnak, hogy lehetetlennek tűnt azt képzelni, hogy nem lennének helyesek. A filozófusok két évszázadon át vita nélkül elfogadták őket, éppen ezért olyan figyelemre méltó az a forradalmi változás, amit Einstein okozott, amikor relativitáselméletében megmutatta, hogy a klasszikus elgondolások nem helyesek.

## Példa

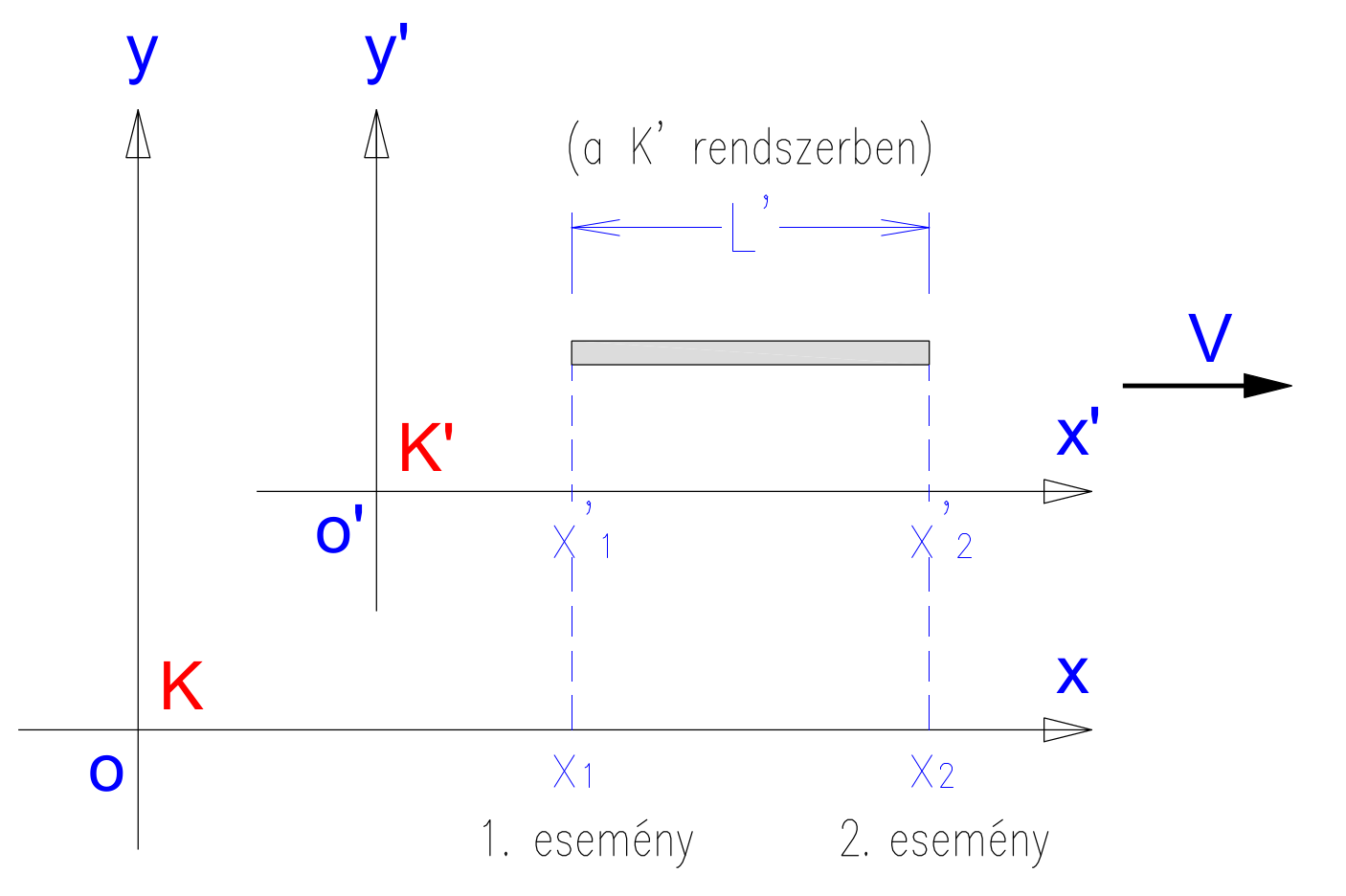
A K vonatkoztatási rendszerben az a két esemény, amely meghatározza a mozgó rúd két végpontjának a helyzetét (x_{1}-ben, illetve x_{2}-ben), egyidejűleg bekővetkező események.

A transzformációs képletek használatának bemutatásához vizsgáljunk egy rudat a K' rendszerben és határozzuk meg a hosszát a K' és a K rendszerben is. A rúd az x' tengely mentén fekszik, ahogy ez az ábrán is látszik. A rúd hosszát L'=x2'-x1' alakban fejezzük ki. Lévén, hogy a rúd végpontjainak helye időben nem változik, ezeket a koordináta-különbségeket úgy mérjük meg, hogy a rúd mellé mérővonalzót helyezünk el és két pontszerű eseményként megállapítjuk a végpontok és a vonalzó osztásrészeinek egybeesését:
"1" esemény: (x1’, y1’, z1’, t1’)
"2" esemény: (x2’, y2’, z2’, t2’)
A rúd L' hossza csak az x2’ és x1’ adatoktól függ. Figyelemre méltó, hogy a  t2’ és a t1’ időpontok nem szerepelnek a kifejezésben.
A K rendszerben azonban a rúd mozog. Vizsgáljuk meg az x2'-x1' mennyiséget a K-ban mért adatok segítségével kifelyezve. A fenti képleteket alkalmazva adódik:
x2'-x1'=(x2-Vt2)-(x1-Vt1)
vagy az egyenlőség rendezésével
x2'-x1'=(x2-x1)-V(t2-t1)
Itt az (x2-x1) mennyiség a rúdnak a K rendszerben mért hossza. Nyilvánvalóan nincs értelme a rúd végpontjait különböző időpillanatokban vizsgálni, ezért elfogadjuk, hogy t2=t1, amiből adódik, hogy:
x2'-x1'=x2-x1
L'=L
Mozgó test végpontjait egyidejűleg kell összevetni a mérőléccel, ezért a K-ban mért hosszúságok megfelelnek a K'-ben mért hosszúságoknak. A Galilei-féle relativitás szerint ezek a hosszmérések ugyanazt az eredményt szolgáltatják, viszont Einstein rávilágított, hogy ez a következtetés helytelen.